# F. P. Schäfer
F. P. Schäfer (Bad Hersfeld, 15 de enero de 1931 - Hannover, 25 de abril de 2011) fue un físico alemán y uno de los inventores del láser de colorante.  Su libro Dye Lasers es considerado una obra clásica en el campo del láser sintonizable.  En esta obra el capítulo escrito por Schäfer ofrece una amplia exposición desde las características de las moléculas de colorante hasta la física de los osciladores telescópicos y prismáticos.
En su experimento original Schäfer y sus colegas usaron un láser de rubí para excitar varios colorantes infrarrojos los cuales emitieron radiación láser desde 731 nm hasta 835 nm. Los autores informaron sobre un ancho de banda de cerca de 10 nm.  Schäfer y sus colegas también hicieron experimentos con vapores de moléculas de colorante usando excitación óptica y estudios de fluorescencia usando excitación electrónica.
Además de sus contribuciones al láser de colorante, otros trabajos importantes de Schäfer incluyen sus experimentos con láseres de pulso femtosegundo y la aplicación de estos láseres para generar plasmas.
Schäfer fue profesor Emérito de física láser y Director del Max-Planck-Institut für Biophysikalische Chemie en Göttingen.  